# سلطنة آل الدغار
سلطنة آل الدَغَّار أو إمارة بني الدَغَّار قامت هذه الإمارة في عام 460 هـ/ 1067 م في مدينة شبام بحضرموت بعد زوال السلطة الإباضية منها. وأول أمراء هذه الإمارة الدغار بن أحمد الهزيلي، والهزيليون يلتقون في النسب في آل قحطان، فهم بذلك أبناء عمومة لآل راشد القحطانيين حكام السلطنة الراشدية بتريم. وكان آخر سلاطينها راشد بن أحمد بن النعمان، وفي عهده استولى آل يماني على شبام، وتم القضاء على إمارة بني الدغار من قبل قبيلة نهد وذلك في سنة 605 هـ/ 1208 م. وبعد طردهم من شبام أقام آل الدغار إمارة صغيرة لهم في وادي حجر بالساحل من حضرموت في العام نفسه. واليوم هي جزء من محافظة حضرموت بالجمهورية اليمنية.